# Јапанске лаке крстарице класе Агано
Лаке крстарице класе Агано биле су последње серијске крстарице изграђене у Јапану за време Другог сватског рата. На рачун велике брзине имале су мали оклоп и слабо наоружање.

## Историја
Бродови ове класе су пројектовани крајем 30-их година као замена за старије крстарице класе Кума, Нагара и Сендај. По првобитном пројекту они су требало да буду наоружани топовима 155 mm у троцевним кулама и да имају 6 торпедне цеви 610 mm. Оклопљавање је требало смањити на минимум, како би се осигурала велика брзина бродова. Након промена у потребама јапанског адмиралштаба, пројекат је преправљен и нови бродови су препројектовани као извиђачи и вође група разарача. Због тога је једна кула главне артиљерије замењена тешком торпедном батеријом (торпедни апарати су замењени четвороцевним уместо троцевних код почетне варијанте) и катапултом за хидроавионе.
Труп је пројектован са глатком палубом. Оклопљавање је ограничено на: 56 mm оклоп бока у рејону котловских и турбинских одељења, 50 mm у рејону магацина муниције за главну артиљерију, док је палуба имала оклоп дебљине свега 18 mm.
Енергетско постројење су чинила 6 котла, која су омогућавала брзину од 35 kn (65 km/h). Као и код крстарице Јубари, нови бродови су имали само један димњак.
За оружје главног калибра су искоришћени топови 152 mm, скинутих са бојних крсташа класе Конго. Они су постављени у двоцевне куле и могли су да се подигну под углом од 55° и на тај начин да гађају циљеве у ваздуху. Крајњи домет топова 152 mm на воденој линији био је 20.670 метара. Помоћну артиљерију је представљало 4 топа 76 mm, постављених у две двоцевне куле. Лака противавионска артиљерија се састојала од 32 топа 25 mm. Велики број противавионских топова је указивао да је јапански адмиралштаб добро увидео, да ће главни непријатељ нових бродова бити противникова авијација. Торпедна батерија је постављена у средини брода, по узору на разараче. Катапулт за хидроавионе је постављен изнад једног торпедног апарата, а око димњака је постављена платворма за 2 хидроавиона.

## Тактичко-технички подаци
- Тежина:
  - 6.758 тона стандардни депласман
  - 8.670 тона пуни депласман
- Димензије:
  - Дужина: 174,10 метара
  - Ширина: 15,20 метара
  - Газ: 5.63 метара (средњи газ)
- Максимална брзина:
  - 35 kn (65 km/h)
- Погон: 6 котла Канпон, четвороцилиндрична турбина - 100.000 КС
- Максимална даљина пловљења: 6.300 наутичких миља/ 18 kn (33 km/h)
- Количина горива: 1405 тона нафте
- Наоружање:
  - Главна артиљерија: 3 × 2 топа 152 mm
  - Помоћна артиљерија: 2 × 2 топа 76 mm
  - Противавионска артиљерија: 32 × 1 топа 25 
  - Торпедне цеви: 2 x 4 610 mm
  - Авиони: 2 × Каваниши Е7К2
- Оклоп:
  - Оклопни појас: 56 mm (максималан)
  - Палуба: 18 mm
  - Артиљеријске куле 152 : 25
- Посада: 730 официра и морнара

## Модернизација
Лака противавионска артиљерија 25 mm је увеличана на 46 топа почетком 1944. године. У јулу 1944. на крстарицама Ноширо, Јахаги и Сакава број противавионских топова је увеличан на 52, а након тога на 62 (10×3 и 31×1). Радари су постављени на свим бродовима по завршетку градње, са изузетком можда крстарице Агано.
- Крстарица Агано 1942.
- Крстарица Јахаги 1943—1944.
- Крстарица Јахаги 1945.

## Бродови
Сви бродови класе Агано су поручени по четвртом програму за попуну флоте из 1939. године. Три брода су изграђена у Сасебу а један у Јокосуки. Све крстарице ове класе добиле су по традицији Комбиноване флоте имена река из различитих јапанских провинција.
| Име    | Бродоградилиште | Почетак градње     | Поринуће          | Завршетак градње   | Белешка                      |
| ------ | --------------- | ------------------ | ----------------- | ------------------ | ---------------------------- |
| Агано  | Сасебо          | 18. јун 1940.      | 22. октобар 1941. | 31. октобар 1942.  | Потопљена 17. фебруара 1944. |
| Ноширо | Јокосука        | 4. септембар 1941. | 19. јул 1942.     | 30. јун 1943.      | Потопљена 26. октобра 1944.  |
| Јахаги | Сасебо          | 11. новембар 1941. | 25. октобар 1942. | 29. децембар 1943. | Потопљена 7. априла 1945.    |
| Сакава | Сасебо          | 21. новембар 1942. | 9. април 1944.    | 30. новембар 1944. | Потопљена 2. јула 1946.      |

## Служба

### Агано
Крстарица је уписана у списак флоте 31. октобра 1942. године као лидер 4. флотиле разарача. Након уласка у строј, заједно са разарачима, крстарица учествује последњих месециу у бици за Гвадалканал. Октобра 1943. флотила је пребазирана у Рабаул за операције у рејону Соломонових острва. По извршеном америчком десанту на острво Бугенвил, крстарица Агано заједно са крстарицама Сендај, Мјоко и Хагуро као и са 6 разарача врше контранапад у ноћи 1. на 2. новембар 1943. године. Међутин наилазе на амерички састав од 4 лаке крстарице и 8 разарача и долази до битке познате као Битка у заливу царице Аугусте. Том приликом Јапанци губе лаку крстарицу Сендај и један разарача, док су им два разарача теже оштећена. Лака крстарица Агано се повукле са незнатним оштећењима, али већ 5. новембра 1943. године Агано је оштећена у заливу Рабаул од авиона са америчких носача авиона Саратога и Принсептон. Дана, 11. новембра брод је погођен торпедом избаченог из америчког авиона TBF авенџер. Следећег дана Агано отпловљава ка острву Трук, где стиже 16. новембра 1943. Након скоро тромесечног ремонта, крстарица креће за Јапан, но 16. фебруара 1944. године је торпедује америчка подморница Скеит, на око 160 наутичких миља северно од острва Трук. Крстарица Агано тоне 17. фебруара 1944. године. 

### Ноширо
Брод улази у састав Комбиноване флоте 30. јула 1943. године као лидер 2. флотиле разарача. У новембру исте године је пребачен заједно са својом флотилом из базе на острву Тру у луку Рабаул ради операција у рејону Соломонових острва. Ноширо је оштећена при нападу америчких авиона на луку Рабаул 5. новембта 1943. године. Након кратког ремонта на острву Трук, крстарица превози војску за појачавање гарнизона у Рабаулу и Кавиенгу у децембру. Лако је оштећен од америчке авијације 1. јануара 1944. године. У лето 1944. године брод је базиран на Маријанским острвима. Током јуна крстарица се придружује бојним бродовима Јамату и Мусашију при пратњи транспорта за ојачавање гарнизона на острву Бијак. У бици за Маријанска острва (битка у Филипинском мору по америчкој исторографији ) Ноширо је део групе адмирала Курите. У бици код острва Лејте крстарица учествује заједно са разарачима свог дивизијона, као део централне групе и води борбе у рејону острва Самар. При повлачењу она је потопљена 26. октобра 1944. године од авиона са носача Весп и Хорнет западно од острва Панај.

### Јахаги
Крстарица је уписана у списак флоте 29. децембра 1943. године као лидер 10. флотиле разарача. У периоду мај - јун 1944. године крстарица базира на Маријанским острвима. За време битке за Маријанска острва, крстарица и разарачи су део групе „А“ под командом вицеадмирала Ђисабуре Озаве. У бици у заливу Лејте бродови 10. флотоле разарача су део групе адмирала Курите. Након америчког десанта на острво Окинава 1. априла 1945. крстарица Јахаги учествује у пратњи бојног брода Јамато у диверзионом нападу на америчке бродове. Дана, 7. априла 1945. године диверзиона група је нападнута од америчких авиона и Јахаги је погођен са више бомби и торпеда, услед чега тоне истог поподнева.

### Сакава
Последња крстарица изграђена у јапану за време Другог светског рата је ушла у састав флоте 30. новембра 1944. године. У то време резерве горива у јапану су се потрешиле и све више се осећала оскудација за њим. Крстарица не учествује у борбеним дејствима и дочекује рат без оштећења и поред непрестаних напада америчких авиона на јапанске поморске базе. Након рата је разоружана и коришћена за пребацивање заробљених јапанских војника у домовину. Потопљена ја за време нуклеарне пробе на острву Бикини током 1946. године.